# Luke Kelly
Luke Kelly, in lingua irlandese Lúcás Ó Ceallaigh (Dublino, 17 novembre 1940 – Dublino, 30 gennaio 1984), è stato un cantante e suonatore di banjo irlandese, di genere folk, insieme a Ronnie Drew cofondatore del gruppo musicale The Dubliners.

## Biografia

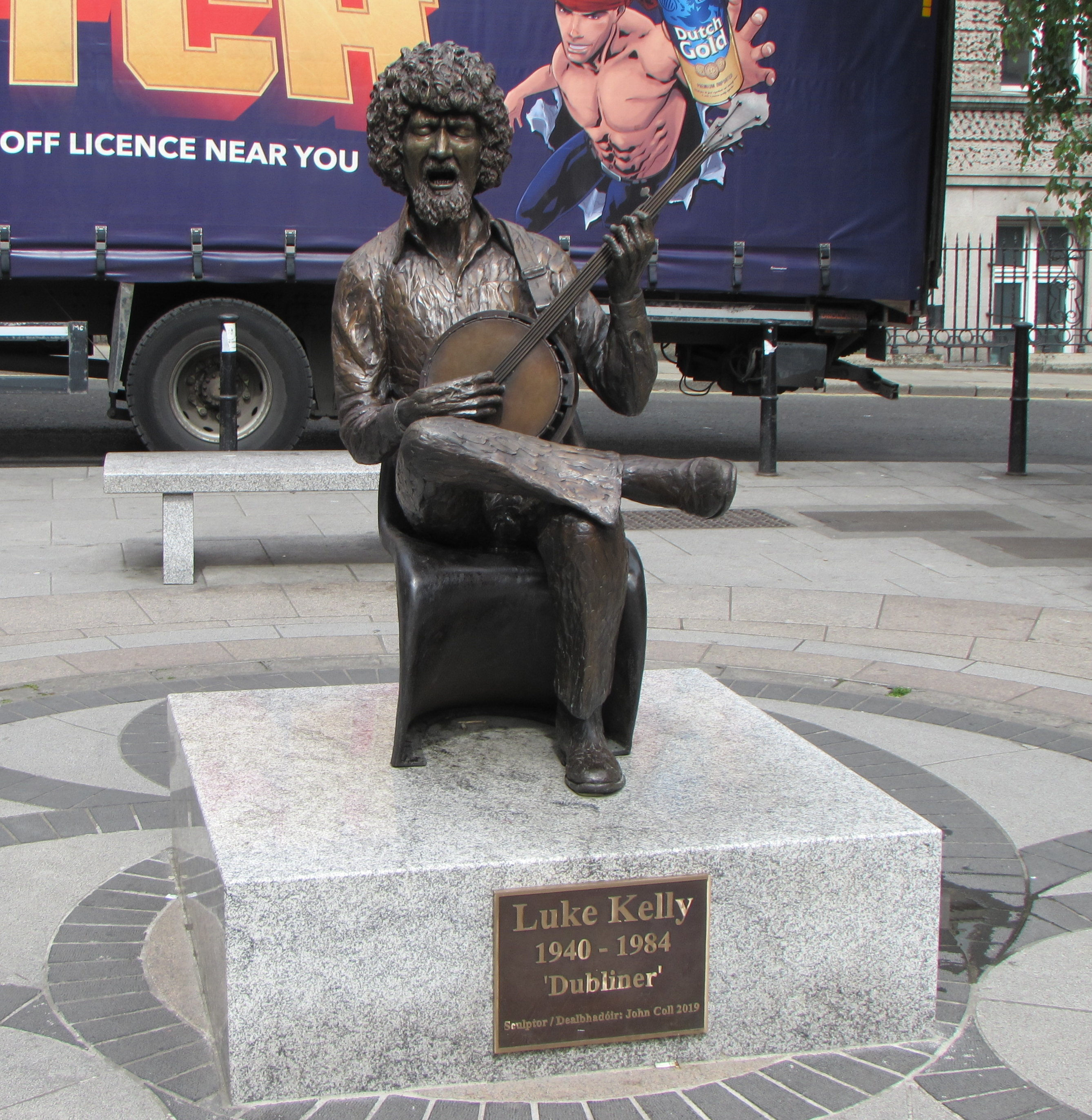
Statua di Luke Kelly a Dublino

### Carriera
Suonatore di banjo ha costituito un punto fermo nel panorama della musica irlandese e le sue interpretazioni di On Raglan Road e Scorn Not His Simplicity sono diventate delle pietre miliari per questo genere musicale. In particolare, On Raglan Road fu incisa dal cantante dopo un incontro con l'autore del poema da cui il brano è tratto, Patrick Kavanagh, che era venuto ad ascoltarlo in un pub di Dublino. Il testo poetico è stato adattato sulla musica di Dawning Of The Day.
Fra il 1974 e il 1975 ha interpretato in teatro il ruolo di Erode Antipa nel musical Jesus Christ Superstar.

### Impegno politico
Kelly è stato un artista controcorrente nell'Irlanda piuttosto conservatrice del suo tempo e molto si è impegnato sul piano dei diritti civili battendosi a favore dell'indipendentismo irlandese, contro le ingiustizie sociali e a sostegno dei diritti dei lavoratori. In questo senso il suo repertorio ha compreso brani come The Springhill Disaster, Joe Hill, The Button Pusher, Alabama 1958 e God Save Ireland.

### Vita privata
Luke Kelly è stato sposato con Deirdre O'Connell dal 1965 fino ai primi anni settanta. Successivamente è stato legato a Madeleine Seiler, di origine tedesca. Ha avuto un fratello di nome Will Kelly.
Affetto da alcolismo, è morto a causa di un tumore cerebrale a 43 anni di età.
Nel gennaio 2019 gli è stata dedicata dalla Municipalità di Dublino una statua collocata in King Street South, nella zona pedonale centrale intorno a Grafton Street.

## Discografia
- Liam Clancy - The Rocky Road to Dublin (1965) Vanguard CV 79169 (come artista ospite)
- Thank You For The Days (1973) Ram RMS 1001 (singolo)
- The Luke Kelly Album (1981) Chyme CHLP 1016 (LP)
- Luke's Legacy (1986) Chyme CHLP 1031 (LP)
- Thank You For The Days (1999) Femdale Films FM 001 (CD)
- The Best of Luke Kelly (2004) CACD0201** (doppio cd contenente brani inediti)

## Tributi
- Brian Roebuck: A Song for Luke (Blerp, 2005)